# IEEE Xplore
IEEE Xplore是一个学术文献数据库，主要提供计算机科学、电机工程学和电子学等相关领域文献的索引、摘要以及全文下载服务。它基本覆盖了电气电子工程师学会（IEEE）和國際工程技術學會（IET）的文献资料，收录了超过2百万份文献。